# مسیر کمربندی
مسیر کمربندی یا بلت لاین تریل (انگلیسی: Beltline Trail) مسیر پیاده‌روی و دوچرخه‌سواری به طول ۹ کیلومتر (۵٫۶ مایل) در تورنتو، انتاریو، کانادا است. مسیر کمربندی از سه بخش تشکیل شده‌است، مسیر کمربندی یورک در غرب جاده آلن، پارک کمربندی کی گاردنر از جاده آلن تا جاده مانت پلزنت و مسیر کمربندی راین در جنوب قبرستان ماونت پلیسنت از طریق دره مور پارک.